# 에이번리의 앤

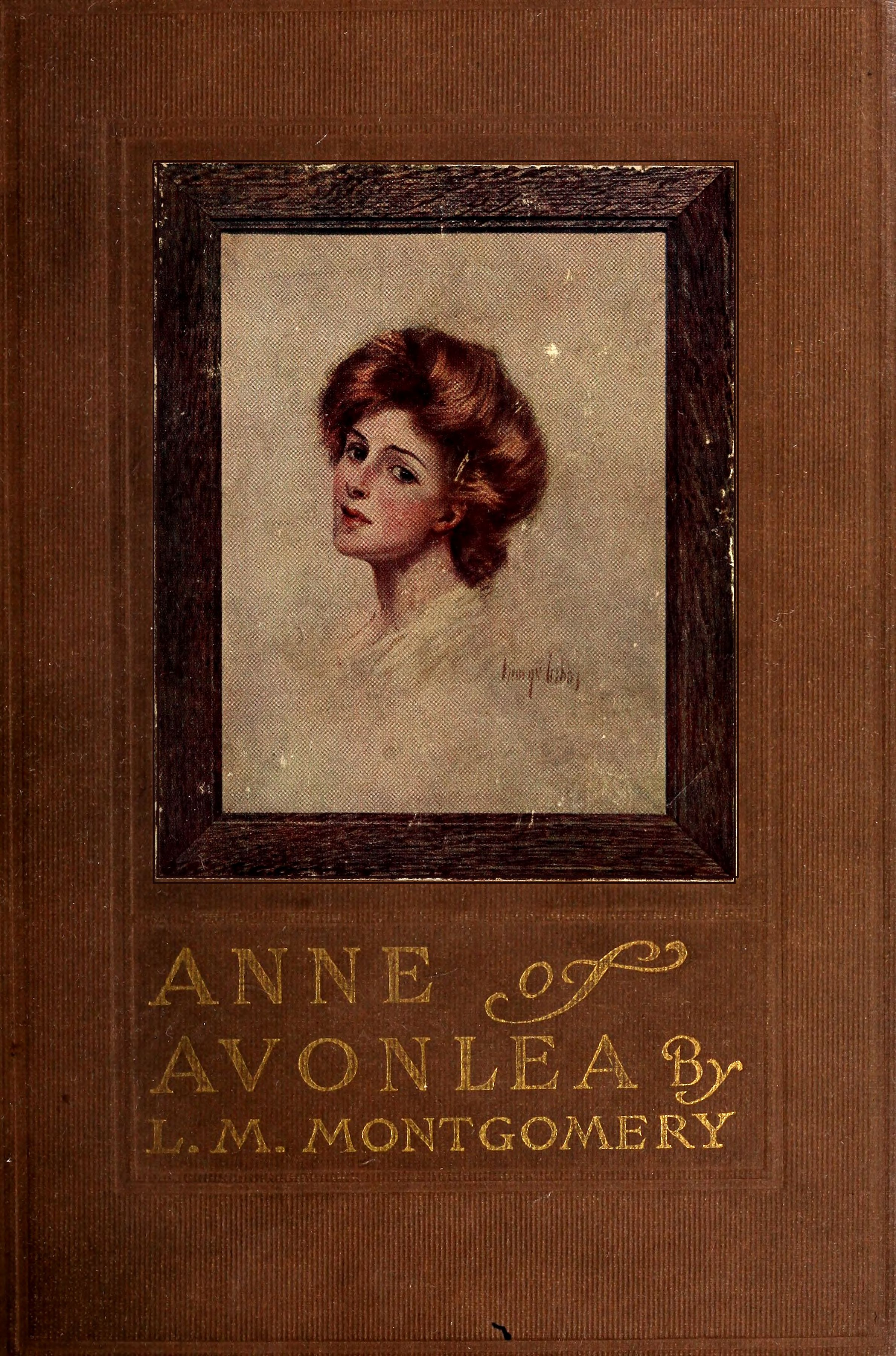

《에이번리의 앤(Anne of Avonlea)》은 캐나다의 작가 루시 몽고메리의 소설이다. 《빨간 머리 앤》의 후작으로 1909년 발표되었다. 16세가 된 앤이 제2의 고향인 에이번리에서 초등학교 교사로 일하면서 벌어지는 일들을 다루었으며, 한국어판은 시공사와 동서문화사,그리고 인디고에서 출판하였다.

## 줄거리
마릴라 아줌마의 건강이 나빠지자, 앤은 레드먼드 대학교에 가지 않고 에이번리에서 초등학교 교사로 일한다. 교사로 일하면서 앤은 자신의 감정을 솔직하게 드러내고 상상력도 많은 어린이들의 순수한 동심덕분에 즐겁게 일하지만, 체벌을 하지 않겠다고 굳게 다짐한 신념이 현실에서 실천되지 못하여 괴로워하기도 한다. 마릴라가 고아들인 데이비와 도라를 돌보면서 앤과 마릴라는 아이들의 동심에 울고 웃는다. 흔히 피가 뜨겁다고 하는, 혈기가 가득한 청년이 된 앤은 친구들과 함께 에이번리 개선협회를 조직하여 지역공동체에서 봉사하는데,처음에는 마을 사람들이 이해하지 못해서 어려움을 겪지만, 웃지 못할 일이 일어나 마을 사람들의 지지를 받는다.

## 등장인물
- 앤 셜리: 교원학교를 졸업하고 마을학교에서 교사로 근무하면서 어린이들의 순수한 마음, 교사로서의 이념과 현실사이의 차이때문에 울고 웃는다. 친구들과 함께 에이번리 개선협회를 만들어 지역복지를 위해 봉사하기도 하는데, 덕분에 웃지 못할 일을 겪기도 한다.
- 마릴라 커스버트: '빨간머리 앤'에서 앤을 입양해서 돌본 부인이다. 에이번리의 앤에서는 친척의 아이들인 데이비 키스와 도라 키스 남매를 돌본다. 건강이 나쁜 자신을 돌보느라 앤이 대학교에 가지 않은 일이 마음에 걸렸던 마릴라는 데이비,도라 남매의 삼촌이 양육비를 유산으로 남기고 과부가 된 레이첼이 마릴라와 같이 살게 되어 앤의 도움이 없이도 데이비, 도라 남매를 돌볼 수 있는 여유가 생기자 앤에게 대학교에 진학할 것을 권유한다.
- 길버트 블라이드: 앤의 친구. 교원학교를 졸업하고 초등학교 교사로 일한다.
- 다이애나 배리:과수원을 운영하는 배리씨 댁 외동딸이다. 앤과 가장 친한 친구이다. 앤과는 달리 교사가 되지 않는다.
- 제인 앤드루스,루비 길리스 : 앤의 친구. 두 사람 모두 교원학교를 졸업하고 교사가 된다.
- 조시 파이: 앤의 친구. 직설적인 말투때문에 간혹 앤과 갈등을 일으키는 독설가이다.
- 레이철 또는 레이첼 린드: 배우자 토머스가 병으로 세상을 떠나자 마릴라와 같이 살면서 아이들을 돌본다. 앤이 교사로 근무하자 아이들에게 선생님이 마음에 드는지 물을만큼 앤의 교원생활에게 지극한 관심을 갖는다. 나이는 들었지만 에이번리 장로교회에서 선교활동을 지원하는 사역(Ministry)을 할 정도로 열정이 넘치는 부인이다.신학적으로는 기독교 근본주의적인 모습을 보인다.그래서 다른 종교에도 구원이 있을 수 있다거나 여성에게도 개신교 목사안수를 허용해야 한다는 신학적 개방성에 거부감을 갖고 있으며,앨런 목사가 청빙되자 교의에 대해 꼬치꼬치 캐묻는다.
- 데이비 키스 : 엄마 메리가 병으로 세상을 떠나서 같이 살게 된 남자 어린이이며, 여섯살짜리 귀여운 장난꾸러기이다. 데이비는 똑똑한 아이라 호기심이 많아서 앤 누나에게 많은 질문들을 하는데, 그때마다 앤은 어린이인 데이비가 알아듣기 좋도록 차근차근 설명해 준다. 자신을 감싸주는 앤 누나와 아이들을 좋아하는 해리슨 아저씨를 좋아한다.
- 도라 키스: 데이비의 동생. 오빠 데이비와는 달리 얌전해서 사고는 안 치지만, 감성이 예민한 오빠와는 달리 성격이 냉정하다.
- 앨런 목사와 목사부인: '빨간머리 앤'에서 에이번리 장로교회의 담임목사로 부임하였다. 아기를 낳지만 일찍 죽는 불행을 겪는다. 샬럿타운 교회에서 청빙하여 에이번리를 떠난다.
- 벨 장로: 앤이 다니는 장로교회의 장로이다. 주일학교 예배때 겸손의 뜻으로 자신을 죄인이라고 부르며 기도했는데, 이에 놀란 데이비는 마릴라 아줌마에게 "벨 장로가 무슨 잘못을 했기에 자신을 죄인이라고 불러요? 사람을 죽였어요? 아니면 은행을 털었어요?"라고 묻는다. 마릴라는 꼬마 데이비의 당돌한 질문을 듣고 뭐라고 말해야 할지 고민한다. 직업은 돼지를 키우는 양돈업자이다.
- 제이 에이 해리슨 : 이웃집에 이사온 아저씨이다. 자유롭고 개성있는 성격을 갖고 있어서 처음엔 마을 사람들이 괴짜라고 수근거렸다. 앤도 송아지가 자신의 밭에 들어가는 바람에 매우 화가 난 해리슨 씨와 다투면서 해리슨씨를 어려워했다. 하지만 앤이 가축상에게 이십 달러를 받고 넘긴 송아지가 실제로는 해리슨 씨의 송아지였던 일을 계기로 해리슨씨와 친해진다. 해리슨씨가 앤의 마음을 헤아려 앤의 송아지를 맡아주기로 한 것이다. 뿐만 아니라 꼬마 데이비와 바다에 가서 해초를 캐오기로 약속해서 데이비도 해리슨 씨를 좋아한다. 앵무새 진저의 독설때문에 별거중이던 부인이 진저가 사고로 죽은 것을 알고는 해리슨씨와 같이 살게 되면서부터 삶의 안정을 찾는다.
- 라벤더 루이스 : 독신 노처녀. 마릴라 아줌마의 친구이며, 나이가 들었음에도 소녀의 감성을 갖고 있다. 우연히 라벤더 여사의 집을 찾아간 앤은 밝고 순수한 라벤더 여사의 친구가 된다.
- 모건 부인: 소설가. 앤의 친구의 고모이다. 앤의 집에서 밥을 대접받았는데, 앤과 다이애나는 모건 부인과 이야기하면서 지성이 훌륭한 부인을 존경하게 된다.
- 폴 어빙: 앤이 초등학교 교사로 일할 때 가르친 제자이다. 앤과 성격이 비슷해서 친구가 된다. 아빠, 할머니와 같이 살다가,아빠의 재혼으로 라벤더 여사를 새어머니로 맞아들인다.